# Ferrovia Etíope-Djibutiense
A Ferrovia Etíope-Djibutiense, em francês: Chemin de Fer Djibouto-Éthiopien (CDE), é uma ferrovia de bitola métrica no Chifre da África que uma vez conectava Adis Abeba à cidade portuária de Djibuti. A empresa operacional também era conhecida como Etíope-Djibutiense. A ferrovia foi construída entre 1894 e 1917 para conectar a capital etíope à então colônia francesa de Djibuti e, durante as primeiras operações, forneceu à Etiópia, sem litoral, seu único acesso ao mar. Após a Segunda Guerra Mundial, a ferrovia caiu progressivamente em um estado de abandono devido à concorrência do transporte rodoviário.
A ferrovia foi substituída em grande parte pela Ferrovia Adis Abeba – Djibouti, uma ferrovia de bitola padrão eletrificada que foi concluída em 2017. A ferrovia de bitola métrica foi abandonada na região central da Etiópia e em Djibuti. No entanto, uma seção reabilitada ainda está em operação perto da fronteira Etiópia-Djibuti. Em fevereiro de 2018, um serviço combinado de passageiros e carga funciona duas vezes por semana entre a cidade etíope de Dire Daua e a fronteira com Djibuti, parando em Dewele (passageiros) e Guelile (frete). Os planos foram anunciados em 2018 para reabilitar a faixa de Dire Dawa a Mieso.

## Descrição
A Ferrovia Etíope-Djibutiense é uma ferrovia de bitola de 1.000 mm, construída entre  1897–1917, ligando a nova capital etíope de Adis Abeba (fundada em 1886) ao porto de Djibuti, na Somalilândia Francesa, fornecendo à Etiópia, um país sem acesso ao mar, uma maneira de alcançar o Mar Vermelho. A linha férrea é de via única e estende-se por 784 km, dos quais cerca de 100 km ficam no Djibuti.
A construção da ferrovia começou em 1897, um ano após a Etiópia assegurar sua independência contra o imperialismo italiano ao vencer a Batalha de Adwa, que concluiu a Primeira Guerra Ítalo-Etíope. Antes da construção da ferrovia, eram necessárias seis semanas para viajar da costa até Adis Abeba por camelos e caravanas de mulas. A Ferrovia Etíope-Djibutiense tornou o Império Etíope mais acessível ao mundo exterior, melhorando sua competitividade econômica e militar. Várias cidades cresceram ao longo da linha férrea devido às oportunidades ampliadas de comércio. A ferrovia serviu como principal ligação de transporte da Etiópia até a década de 1950, quando começou a enfrentar a concorrência do transporte rodoviário.
Originalmente, a ferrovia era controlada pelos franceses e servia como um enclave francês na Etiópia. Em 1909, a ferrovia foi nacionalizada na Etiópia. O papel dos etíopes na operação ferroviária cresceu ao longo das décadas até que eles ocuparam a maioria das posições após 1959. A ferrovia se tornou um símbolo da independência etíope e uma fonte de orgulho nacional.

## Frota de trens

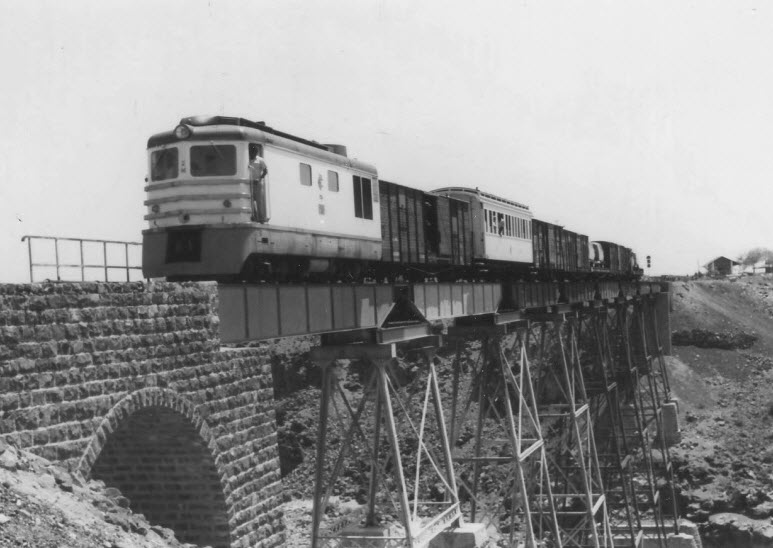
Locomotiva a diesel SLM série M com um trem misto de mercadorias/passageiros no viaduto Holhol em 1960

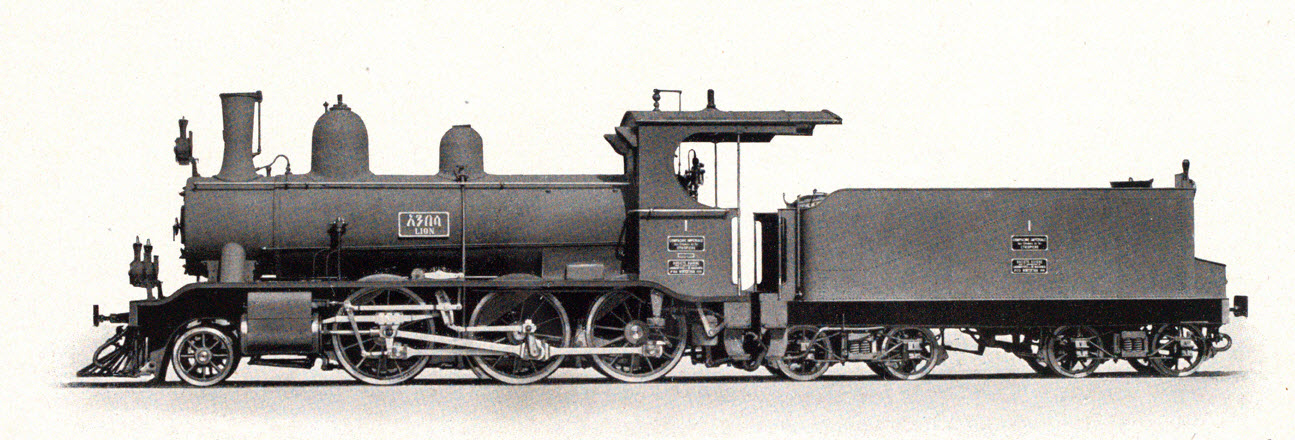
Locomotiva a vapor SLM No. 1 "Lion" em 1899, a primeira locomotiva da ferrovia

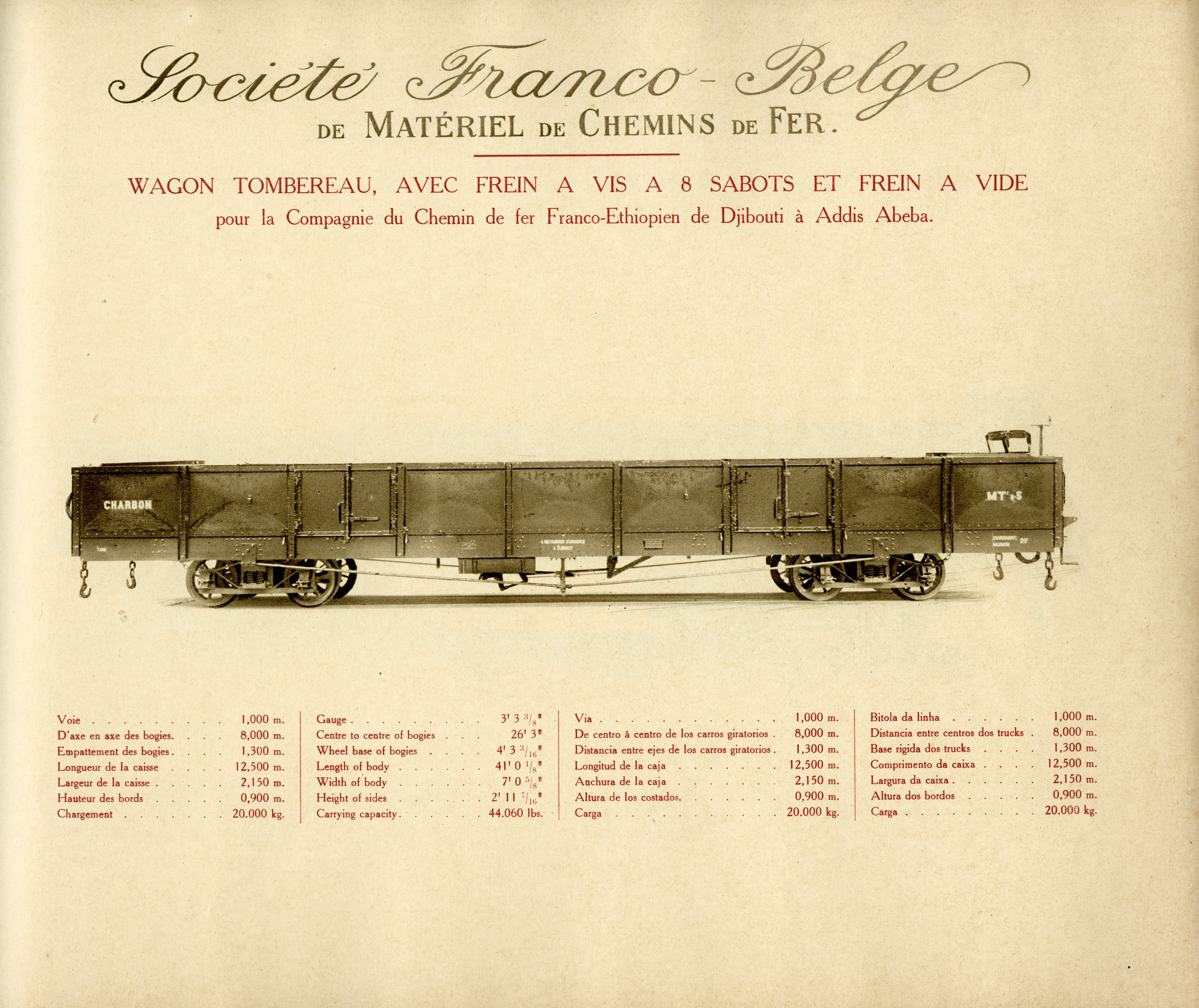
Vagõe de carga dos primeiros anos, construído por Société Franco-Belge

A ferrovia foi inicialmente operada exclusivamente com locomotivas a vapor. 
Em 1936, a empresa possuía 60 locomotivas, 45 carros de passageiros e 353 vagões de carga.
Até 1951, o principal fornecedor de locomotivas pesadas era a Locomotiva e Máquinas de Máquinas Suíças (SLM), que era conhecida pelo desempenho de suas locomotivas a vapor em terrenos montanhosos. Em 1954, o principal fornecedor de locomotivas movidas a diesel tornou-se a Alstom.
As principais locomotivas e vagões autopropulsados foram:
- Locomotivas a vapor SLM 1-9 e 21-33 (1898–1950s)
- SLM série M diesel (1950-1990)
- Alsthom BB-series diesel (1954 – presente)
- Bondes diesel-elétricos da Soulé (1964 – presente)

Os trens noturnos possuíam em vagões dormitórios para a 1ª e 2ª classes, e vagões econômicos para passageiros da 3ª classe. Os serviços de passageiros diurnos eram operados por vagão diesel de 3ª classe a velocidades de até 85 km/h. O primeiro vagão movido a diesel foi encomendado em 1938 (série Fiat "Littorina"), e apenas unidades a diesel foram encomendadas depois de 1950. Por motivos políticos, apenas os vagões de 3ª classe foram retidos na ferrovia após a Revolução etíope de 1974.
O imperador Haile Selassie da Etiópia viajava em um trem imperial, que consistia de duas locomotivas, um vagão com gerador a diesel, quatro vagões imperiais para o imperador e sua família (contendo sala de estar, dormitórios, escritórios, cozinha e restaurante), duas vagões dormitório de primeira classe para os hóspedes da família real e funcionários do governo, e dois carros de passageiros de 2ª classe.
Os vagões de carga transportavam entre 9 e 30 toneladas até 1987, quando foram encomendados novos vagões que podem transportar de 30 a 40 toneladas.

## Estações

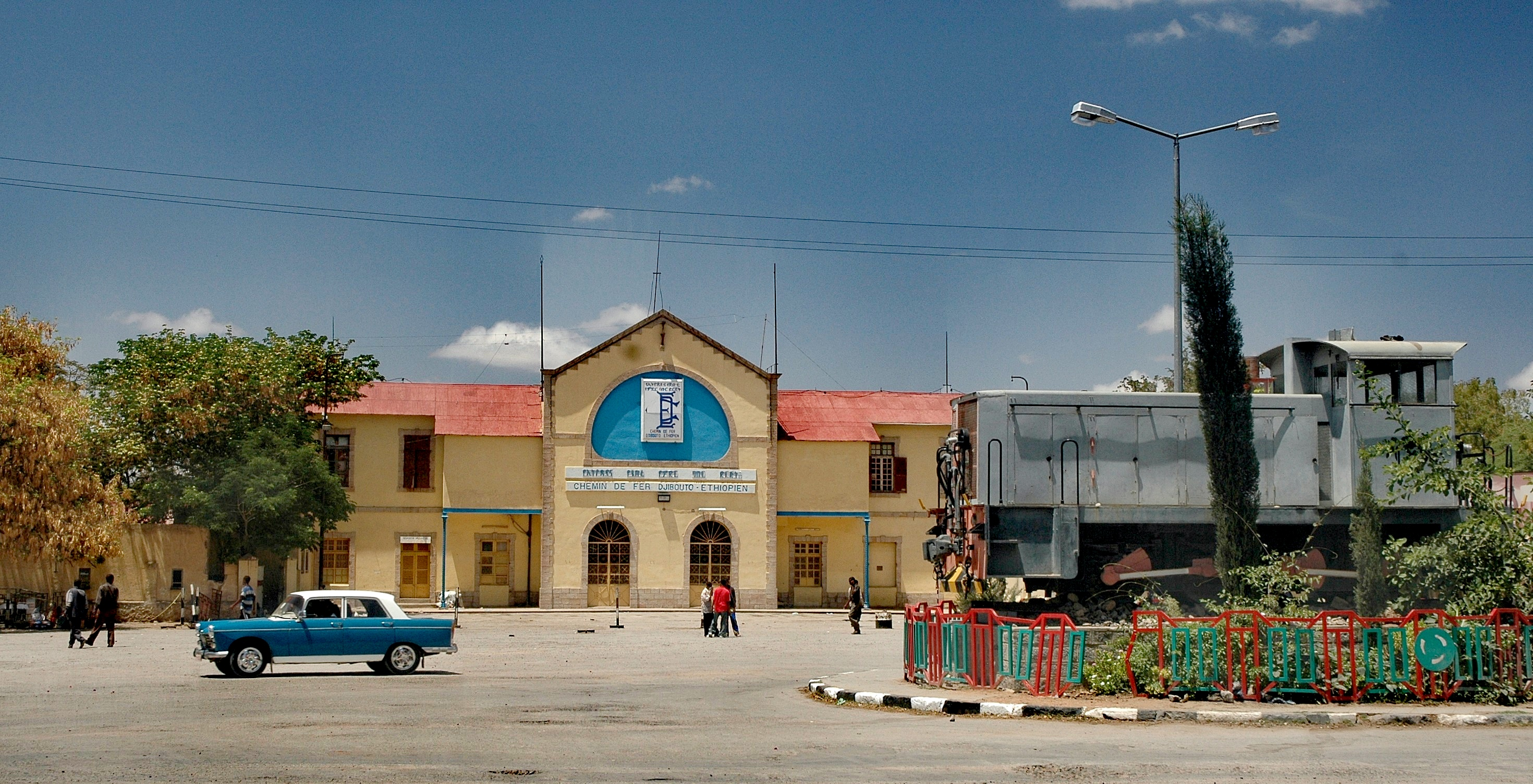
Estação de Dire Daua.

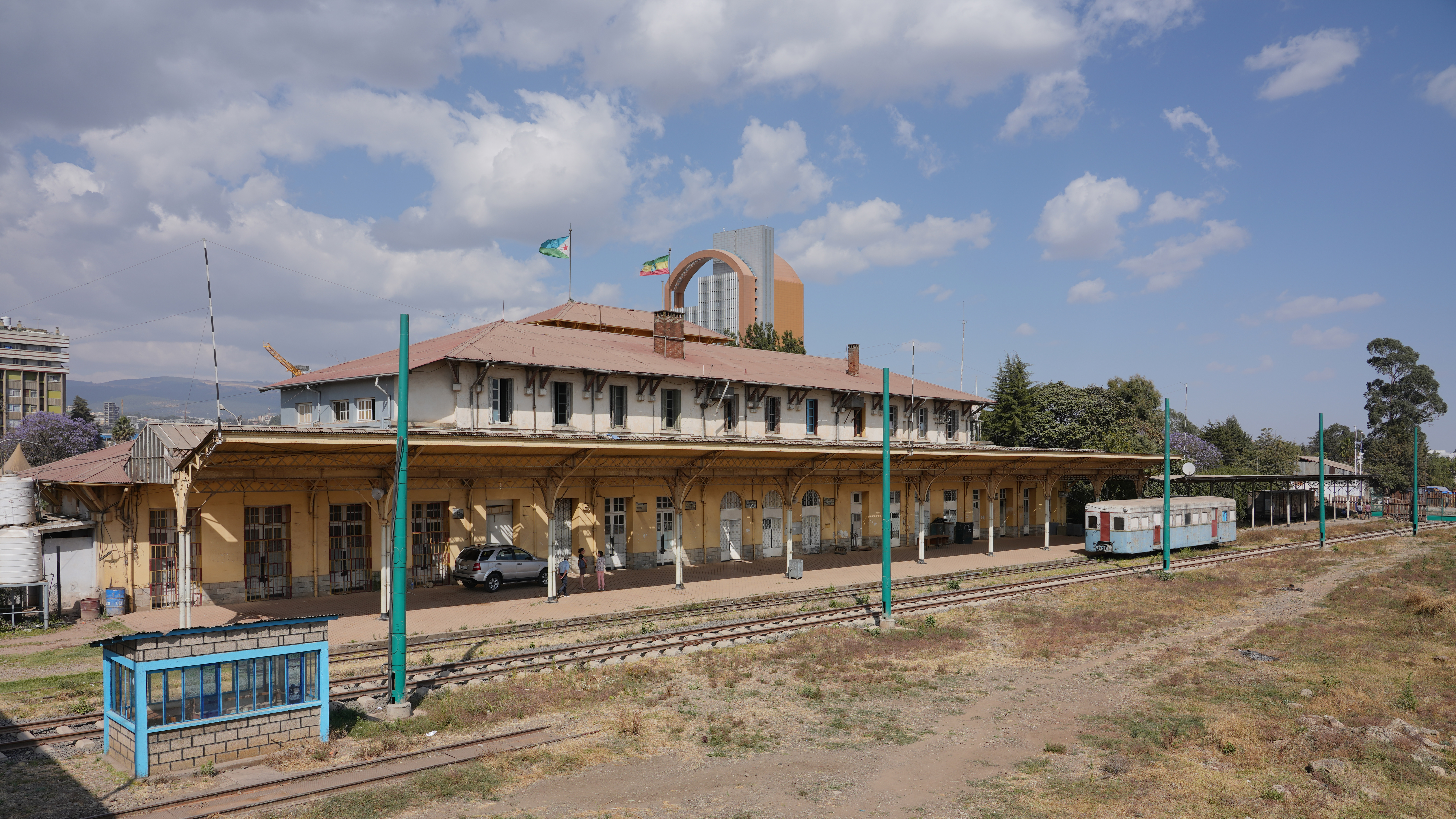
A estação de trem de Adis Abeba "La Gare".

Como a ferrovia era de via única, a maioria das estações ao longo da ferrovia incluía um circuito de passagem. De 1898 até aproximadamente 1960, havia também torres de água para o fornecimento de locomotivas a vapor. A maioria das estações também tinha um pequeno prédio de operações, além do prédio da estação de passageiros.
Estações ferroviárias dedicadas com uma única plataforma e instalações de estação para os viajantes estavam presentes em apenas três estações ao longo da ferrovia: estação de trem de Legehar, Dire Daua e cidade de Djibuti. A estação ferroviária de Adis Abeba foi concluída em 1929, a estação Dire Daua em 1910 e a estação da cidade de Djibuti em 1900. A estação Dire Daua é a principal parada intermediária, já que a maioria das oficinas de manutenção e outras instalações estão localizadas lá. Apenas a estação ferroviária Dire Daua permanece operacional a partir de 2018.

## Especificações

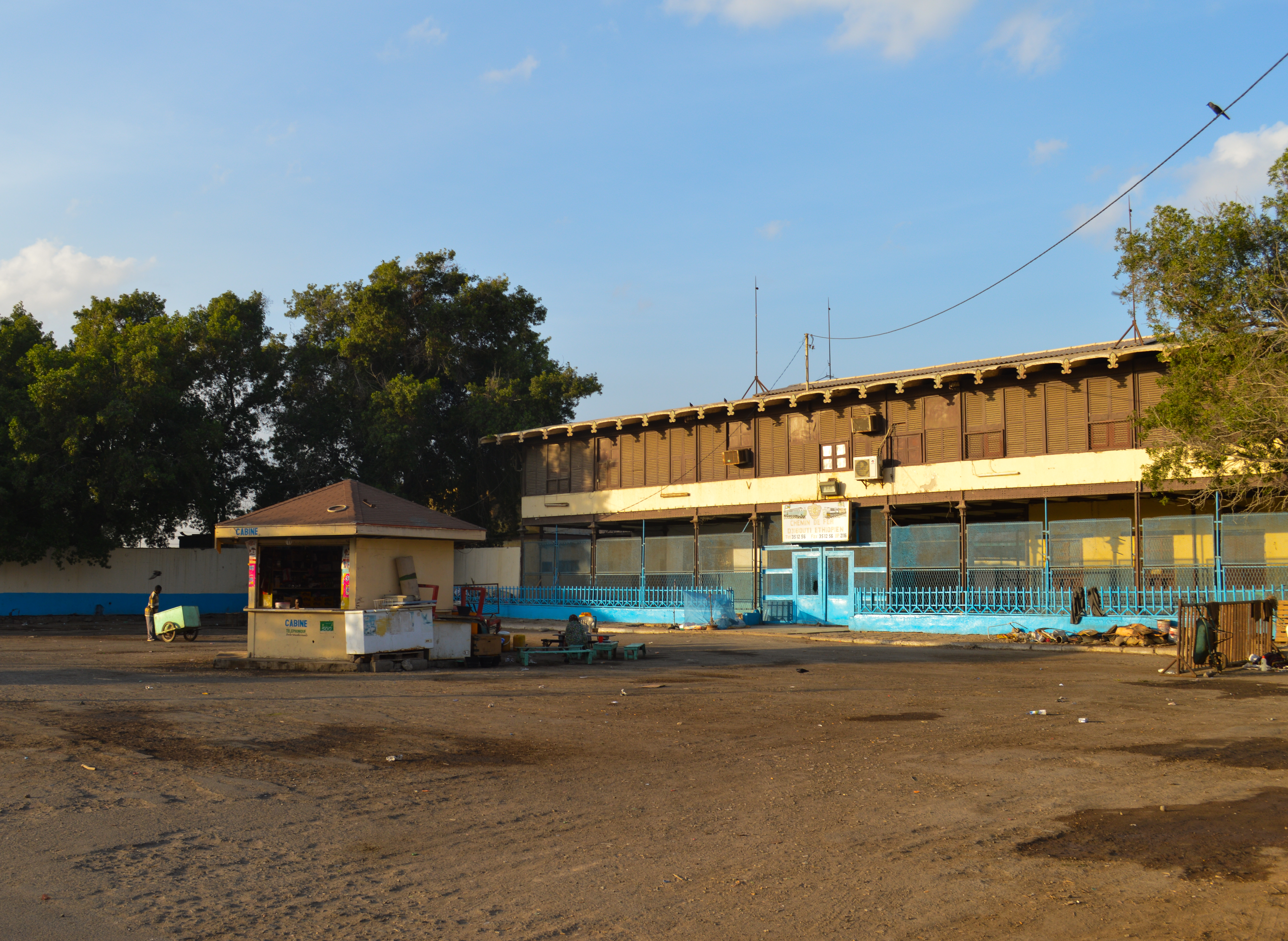
Estação Ferroviária da cidade de Djibuti

A Ferrovia Etíope-Djibutiense foi baseada nos padrões ferroviários franceses. O leito de lastro dos trilhos era feito de pedra britada, geralmente com 4 centímetros de tamanho. A siderúrgica francesa forneceu quase todos os trilhos e dormentes de 1898 a 1975, quando a manutenção da ferrovia cessou. O programa de reabilitação de 2007-2012, financiado pela União Europeia, criou duas fábricas na Etiópia, uma em Dukem para produtos de aço e uma em Dire Daua para travessas de betão.
- Bitola: Métrica
- Comprimento total da estrada de ferro: 784 km
- Comprimento operacional:
  - 1902: 311 km (Djibuti-Dire Dawa)
  - 1917-2004: 784 km (Djibuti-Addis Ababa)
  - 2004-2014: 311 km (Djibuti-Dire Dawa)
  - Desde 2014: 213 km (Guelile-Dire Dawa)

- Carga dos eixos:
  - 1898-1947: 8 toneladas
  - 1947-2010: 9,5-12,5 toneladas
  - 2012-2014: 12,5 a 17 toneladas
  - Desde 2014: 16-17 toneladas
- Peso do trilho:
  - 1898-1947: 20-25 kg/m
  - 1947-2010: 20-25-30 kg/m
  - Desde 2012: 30-36-40 kg/m

- Raio mínimo da curva ferroviária:
  - 1898-2014: 200 metros, 150 metros em locais difíceis, uma curva com 100 metros
  - Desde 2014: 200 metros
- gradiente (governante): 1,35% (2,7% com operação de locomotiva dupla em terreno difícil)
- Velocidade máxima: 90 km/h (trens de passageiros), 65 km / h (trens de carga)
- Velocidade de operação: 45 km/h
- Carga de trem máxima (carga): 300 toneladas (a uma velocidade de 15 km/h em altos gradientes ferroviários)
- Pontes, viadutos e galerias: 187 viadutos e pontes de aço.[7]
- Principais pontes e viadutos: viaduto Chebele (156 m de comprimento), viaduto Holhol (138 m de comprimento), ponte do rio Awash (151 m de comprimento, 60 m de profundidade)[7]
- Túneis: um túnel através do 'Gol du Harr' a nordeste de Dire Dawa (170 m de comprimento).[7]

## História

### Origens

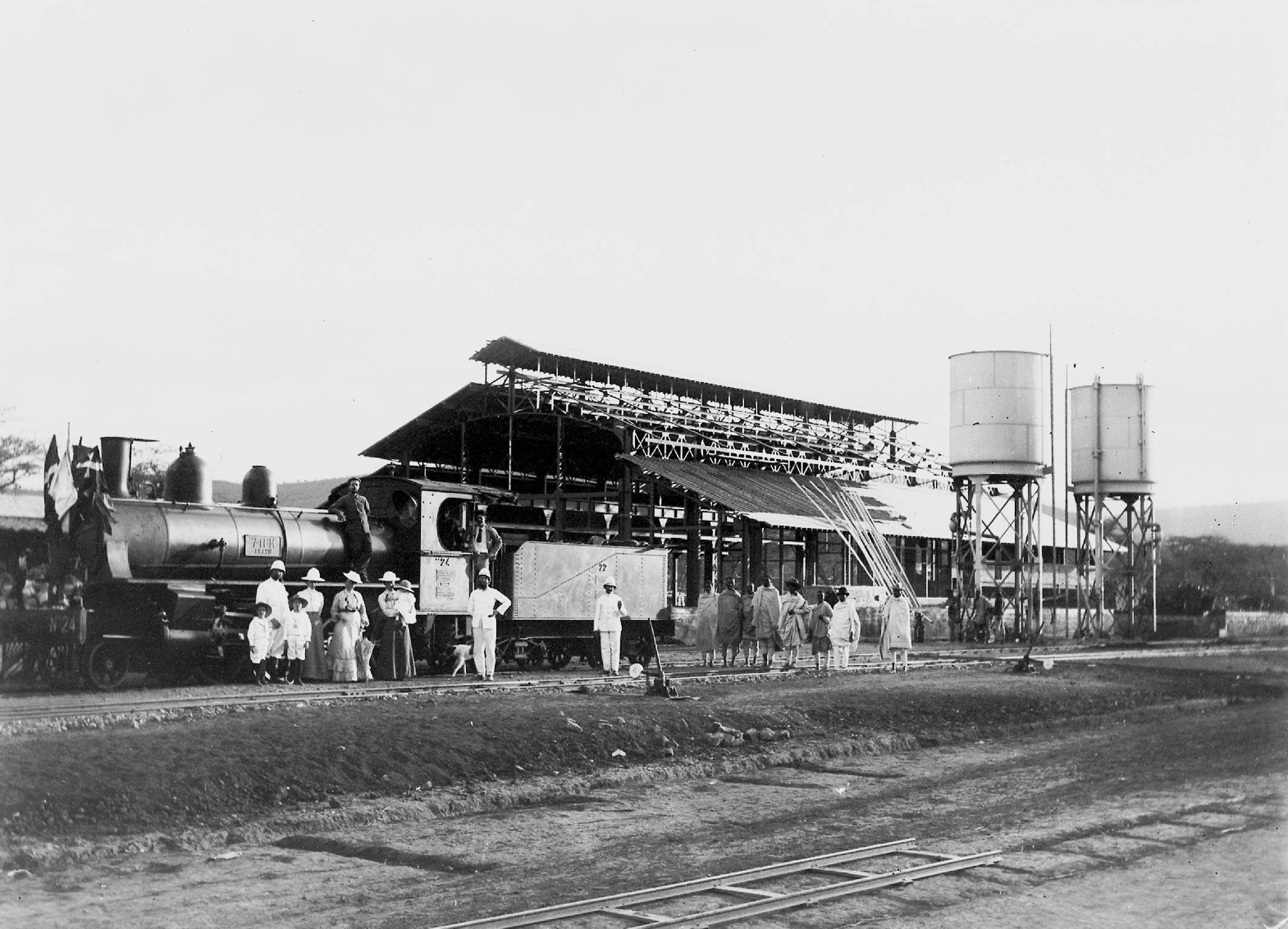
Alfred Ilg e sua família na estação de trem em Dire Daua

A companhia ferroviária foi fundada em 1894 para construir e operar uma linha férrea desde o porto de Djibuti até a capital etíope, Adis Abeba. A empresa foi fundada por Alfred Ilg e sediada em Paris, França.
A discussão de uma ferrovia etíope foi iniciada pelo engenheiro suíço Alfred Ilg. Ele tentou, sem sucesso, interessar o Imperador Yohannes IV na construção de uma ferrovia para substituir a jornada de seis semanas da região central da Etiópia até a cidade portuária colonial francesa. As negociações começaram novamente quando Menelik II assumiu o trono etíope em 1889. Em 11 de fevereiro de 1893, Menelik II emitiu um decreto para estudar a construção de uma linha férrea a partir da nova capital, Adis Abeba.
Em 1894, Ilg e seu associado francês Léon Chefneux fundaram a Companhia Ferroviária Imperial da Etiópia (em francês: Compagnie Impériale des Chemins de fer d'Éthiopie ou Compagnie Impériale Éthiopienne, com sede em Paris. A empresa recebeu uma carta patente real em 9 de março de 1894, mas Menelek resistiu a colocar qualquer um de seus fundos pessoais no empreendimento. Em vez disso, a empresa recebeu uma concessão de 99 anos para operar a ferrovia, em troca de dar as ações da Menelek na empresa e metade de todos os lucros acima de 3.000.000 de francos. Além disso, a empresa foi obrigada a construir uma linha telegráfica ao longo da rota.

### Construção (1897-1917)
Foi apenas em 1897 que as autoridades francesas receberam a permissão necessária, sendo que nessa altura havia se materializado uma oposição significativa ao projeto na Etiópia. O próprio imperador estava suspeito com o envolvimento do governo francês, que se ofereceu para financiar a linha, e houve manifestações populares contra a construção. Houve também oposição da delegação britânica em Adis Abeba, que temia uma redução no tráfego para o porto de Zeilá, na Somália Britânica. Esses temores provaram ser bem fundamentados: mesmo semi-acabados, sem ligações com Harar ou Adis Abeba, a ferrovia eclipsou rapidamente o antigo comércio baseado em caravanas do porto.
A empresa também teve dificuldade em vender suas ações na Europa. Robert Le Roux fez campanha para a linha nas câmaras municipais de comércio da França, mas o interesse dos investidores foi limitado. No final, a oferta inicial de ações levantou apenas 8.738.000 francos dos 14 milhões projetados, e uma oferta adicional de 25,5 milhões de francos em títulos rendeu apenas 11.665.000 francos. Isso era muito pouco para completar a linha. Apesar do déficit, a construção começou em outubro de 1897 a partir de Djibuti, uma cidade portuária até então menor que eventualmente se expandiu graças à ferrovia.
Uma equipe de trabalhadores árabes e somalis, supervisionada por europeus, começou a rumar para o interior do continente com a ferrovia e a linha do telégrafo. Os etíopes eram contratados em grande parte como forças de segurança, para evitar o roubo de materiais na linha. Esta também foi uma importante fonte de corrupção para a administração principalmente francesa, que fabricou incidentes de sabotagem e solicitou fundos para comprar chefes locais que alegavam ser responsáveis por isso. Além disso, a linha foi traçada de modo a evitar interferir com as comunidades locais e fontes de água, empurrando-a para o deserto. Isso significava que a empresa ferroviária precisava construir aquedutos para fornecer suas locomotivas a vapor, uma despesa adicional não planejada.
Mesmo antes de chegar à fronteira etíope, ficou claro que a empresa tinha sérios problemas financeiros. Um grupo de investidores britânicos que se autodenominava New Africa Company assumiu o controle da empresa durante vários anos. Eles forneceram uma nova fonte de capital e, em 1901, juntaram-se aos investidores franceses para formar a Companhia Internacional de Construção e Confiança de Ferrovias da Etiópia, uma holding que controlava a ferrovia e fornecia-lhe mais capital. A união de interesses franceses e britânicos mostrou-se volátil, pois cada grupo de investidores representava interesses nacionais e comerciais. Ambos os governos estavam interessados em monopolizar o comércio etíope e conspiraram para forçar o outro a uma posição minoritária. As exigências e ameaças dos dois governos levaram o imperador Menelek em 1902 a proibir a extensão da linha férrea a Harar. As negociações francesas para retomar o trabalho foram bloqueadas pela suspeita crescente de Menelek dos franceses, e a linha não poderia ganhar o suficiente para pagar as dívidas da empresa com um serviço tão limitado. A assinatura da Entente Cordiale, em 1904, reabriu a possibilidade de continuar o investimento e o desenvolvimento anglo-franceses, mas houve resistência suficiente a tais propostas em ambos os lados, que nenhum progresso foi feito. A empresa oficialmente faliu em 1906.
A porção concluída foi de Djibuti até pouco antes de Harar, o principal entreposto para o comércio no sul da Etiópia. O terminal foi expandido até a cidade de Dire Daua, que cresceu e se tornou maior do que a própria Harar. O primeiro serviço comercial começou em julho de 1901, do Djibuti a Dire Daua.
Após o Tratado Tripartido de 1906 entre a Itália, a França e a Grã-Bretanha e o Tratado de Klobukowski de 1908 entre a França e a Etiópia, Menelek consentiu em expandir ainda mais a ferrovia. A nova concessão foi para o médico pessoal de Menelek, um guadalupiano chamado Dr. Vitalien, em 30 de janeiro de 1908. Os ativos da antiga empresa foram então transferidos para uma nova empresa, a Ferrovia Franco-Etíope (Compagnie du Chemin de Fer Franco-Éthiopien), que recebeu uma nova concessão para terminar a linha de Adis Abeba. Após um ano de discussões com os financistas anteriores e seus governos, a construção começou de novo. Em 1915, a linha chegou a Akaki, a apenas 23 quilômetros da capital, e dois anos depois chegou até a própria Adis Abeba.

### Operação (1917-1936)
Depois de ter chegado a Adis Abeba, a construção de ferrovias parou na Etiópia. Os planos originais incluíam a extensão da ferrovia de Adis Abeba até o rio Didessa, perto de Jimma, o que permitiria que a ferrovia acessasse o tráfego das principais áreas produtoras de café da Etiópia. No entanto, esse plano foi descartado e a ferrovia foi considerada completa após chegar a Adis Abeba. Em 1929, a principal estação de trem em Adis Abeba, a estação de trem de Legehar ('La Gare'), foi concluída e colocada em operação. Na década de 1930, a ferrovia transportava 70% de todo o comércio etíope.

### Ocupação italiana e Segunda Guerra Mundial (1936-1945)
A participação da Etiópia na ferrovia foi tomada pelo governo italiano na Segunda Guerra Ítalo-Abissínia (1936), mas a empresa anglo-francesa continuou a operar durante a ocupação italiana. Os trens a vapor do tipo Krupp levaram aproximadamente 36 horas para percorrer toda a extensão da linha. O aumento de velocidade foi alcançado com a importação de trens fabricados pelos fabricantes italianos Ansaldo e Breda, além de carros autopropulsados da Fiat. Diminuição do tempo de viagem para 30 horas.
O "Plano Regulamentar de Adis Abeba de 1938" dos italianos defendia a criação de três estações ferroviárias na cidade de Adis Abeba para substituir a estação de trem de Legehar, que seria demolida. Os ocupantes italianos também planejaram construir várias novas ferrovias para ligar a Etiópia a outras colônias da África Oriental. A estrada de ferro Adis Abeba – Dessie – Massaua e a estrada de ferro Gondar – Dessie – Assab chegariam à Eritreia italiana e a ferrovia Adis Abeba – Dollo – Mogadíscio chegaria à Somalilândia italiana. No entanto, os retrocessos italianos na Segunda Guerra Mundial forçaram o abandono desses projetos de expansão. Depois que as tropas britânicas expulsaram os italianos em 1941 e restabeleceram Haile Selassie ao trono, a linha férrea foi temporariamente fechada até 1944.

### Pós-Segunda Guerra Mundial
Em 1947, o Sindicato dos Trabalhadores Ferroviários foi fundado como um dos primeiros sindicatos trabalhistas da Etiópia. Embora o sindicato fosse principalmente uma organização de ajuda mútua, o governo via as greves como uma insurreição. Uma greve em 1949 foi brutalmente reprimida.
Em 1960-1963, as ferrovias franco-etíopes realizaram pesquisas para estender a linha 310 quilômetros de Adama a Dilla. Embora o governo francês tenha oferecido um empréstimo em 1965, o projeto nunca foi realizado.
Após a independência do Djibuti em 1977, a participação francesa na ferrovia foi transferida para a nova nação. Por volta de 1982, a ferrovia foi posteriormente reorganizada como a Ferrovia Etíope-Djibutiense (Compagnie du Chemin de Fer Djibouto-Etiopien).

### Declínio

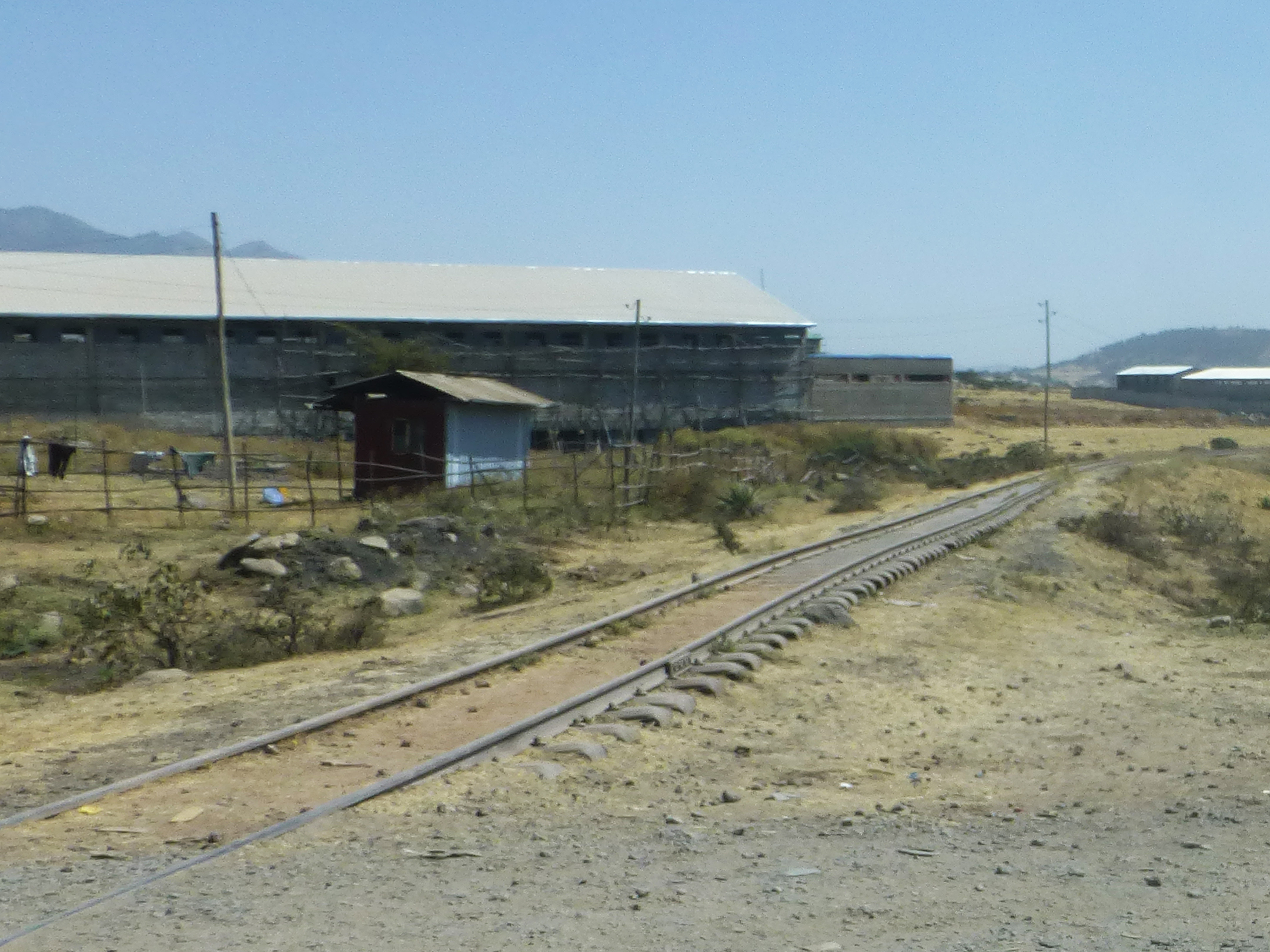
Pista abandonada perto de Adama na seção Adis Abeba-Dire Daua em 2014

Após a Segunda Guerra Mundial, a ferrovia começou um longo período de declínio. O tráfego na ferrovia caiu pela metade de 1953 a 1957, quando o transporte rodoviário começou a competir por carga. A Guerra de Ogaden de 1977-1978 foi um golpe adicional para a ferrovia, quando as tropas somalis invadiram a Etiópia e capturaram a ferrovia até Dire Daua. Partes da ferrovia foram explodidas na guerra e as operações ferroviárias foram novamente cortadas pela metade. Depois que a guerra terminou, a estrada de ferro continuou a declinar da falta de manutenção e ataques de rebeldes como a Frente de Libertação de Ogaden.
Tanto a falta de manutenção como um ambicioso programa de construção rodoviária tornaram o transporte ferroviário cada vez menos competitivo. Em janeiro de 1985, o desastre ferroviário de Awash matou 429 passageiros quando seu trem descarrilou na ponte do rio Awash e caiu no desfiladeiro abaixo. O serviço ferroviário terminou em 2008 entre Addis Ababa e Dire Daua, mas os trens continuaram a rodar entre Dire Daua e Djibuti.
| Ano  | Carga (toneladas) | Passageiros | Referências |
| ---- | ----------------- | ----------- | ----------- |
| 1975 | 450.000           | 1.400.000   | [ 21 ]      |
| 1986 | 336.000           | 1.000.000   | [ 22 ]      |
| 2001 | 207.000           | 501.000     | [ 22 ]      |

### Reabilitação parcial (2006-2014)

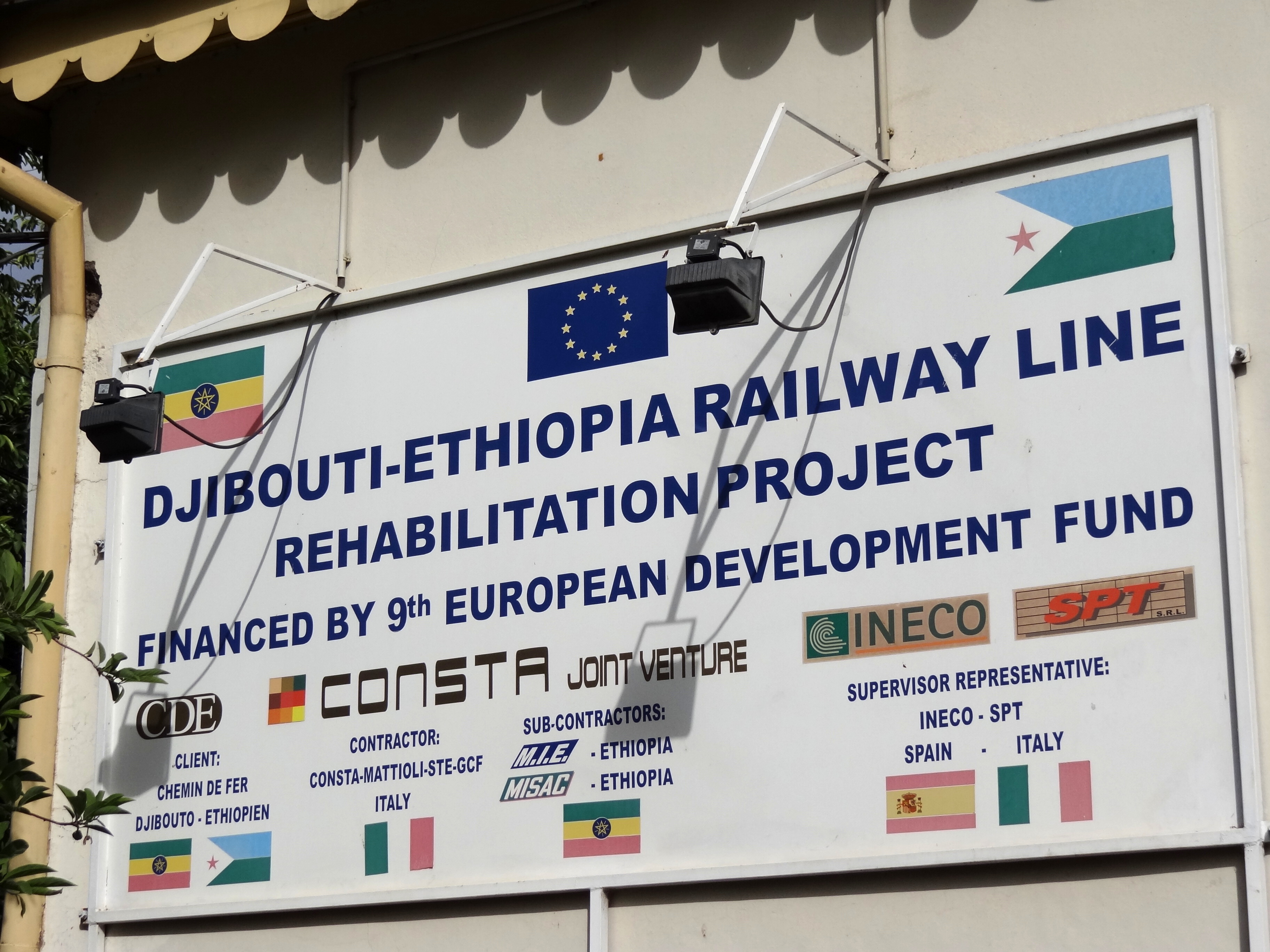
Placa do projeto de reabilitação da linha férrea de Djibuti-Etiópia (estação Dire Daua)

Os governos da Etiópia e do Djibuti buscaram ajuda externa para reabilitar a ferrovia. A Comissão Europeia preparou uma subvenção de 40 milhões de euros em 2003 e elevou-a para 50 milhões de euros em 2006. Foi assinado um acordo com o consórcio italiano Consta em 29 de novembro de 2006 e os trabalhos começaram em 2007 em seções da linha que se deterioraram após A reabilitação planejada para reduzir o custo do transporte ferroviário entre Adis Abeba e Djibuti de US$55 por tonelada para US$20 por tonelada, comparado a US$30 por tonelada para o transporte rodoviário. Trilhos leves de 20-25 kg/m seriam substituídos por trilhos mais pesados de 40 kg/m, efetivamente dobrando a carga de eixo permitida dos trens na linha férrea para 17 toneladas por eixo. Quase metade dos trilhos seria substituída, e junto com 49 pontes de aço danificadas.
Em 2006, a empresa sul-africana Comazar foi escolhida para receber uma concessão de 25 anos. No entanto, este plano não foi executado, e no início de 2008, foi anunciado que a ferrovia estava em negociações com a empresa do Kuwait Fouad Alghanim e Sons Group. O projeto de reabilitação financiado pela UE estagnou e apenas 5 km de vias foram reabilitados até 2009. O terminal ferroviário de Adis Abeba, La Gare, foi ameaçado de demolição em 2008 por um projeto de rua, mas o edifício sobreviveu. Os trilhos entre Dire Daua e Adis Abeba caíram em desuso, e muitos dos trilhos foram roubados e vendidos para a sucata.
O serviço ferroviário entre Dire Daua e a cidade de Djibuti terminou em agosto de 2010. No entanto, o projeto de reabilitação foi retomado, e os rastros de Dire Dawa até a fronteira com o Djibuti foram retomados em 2013.
A partir de 2018, os trens operam em 213 km de linha reabilitada entre Dire Daua e Guelile. No entanto, poucos passageiros usam o trem. Há planos para restaurar 150 km de pistas de Dire Daua a Mieso.

## Companhia ferroviária

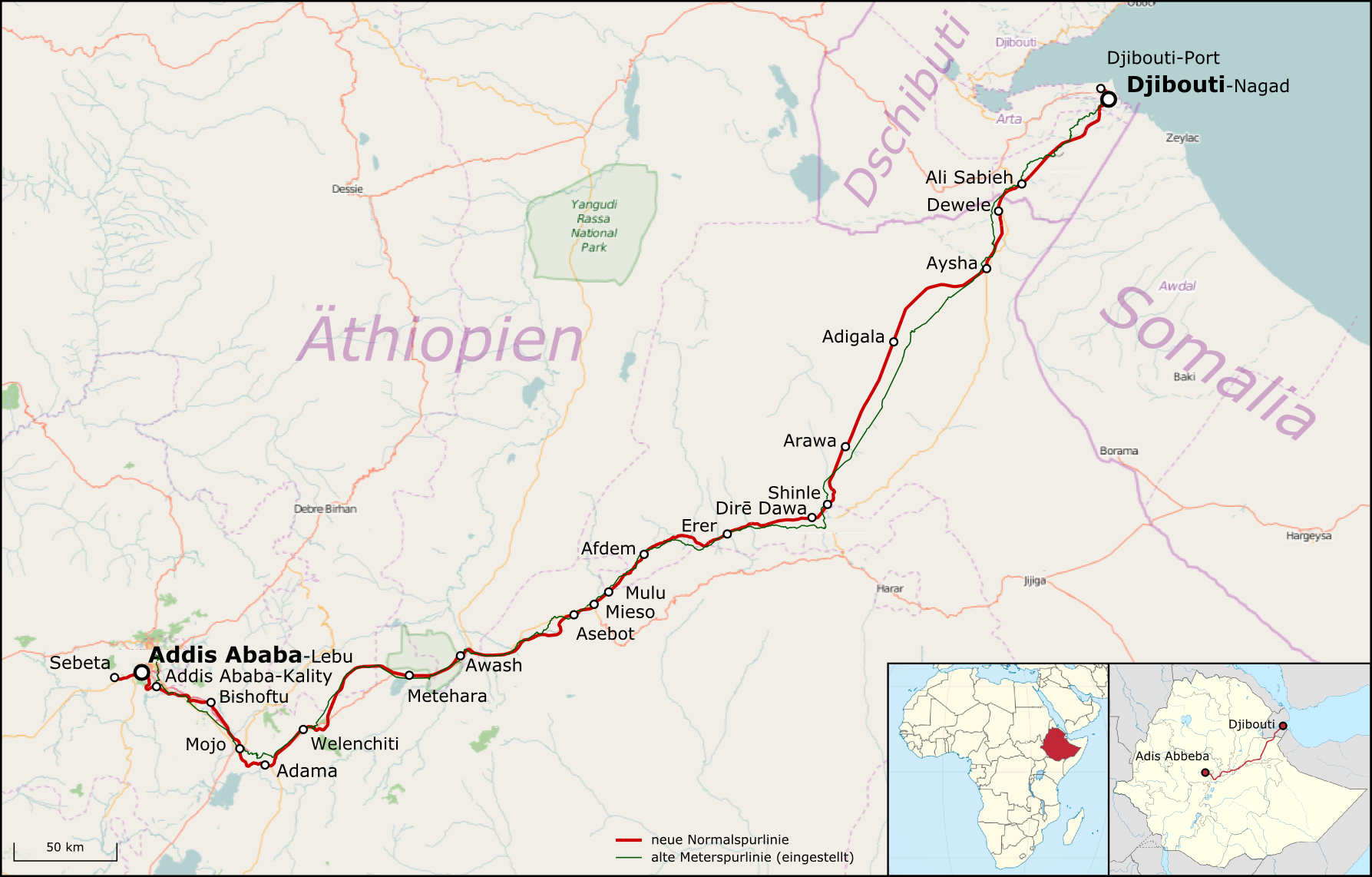
Rota da Ferrovia Adis Abeba-Djibuti comparada à Ferrovia Etíope-Djibutiense

A Ethio-Djibouti Railways também representa a Ethio-Djibouti Railways Enterprise (em francês: Compagnie du Chemin de Fer Djibouto-Ethiopien (CFE)), que era uma empresa ferroviária nacional para a administração e operação da Ferrovia Etíope-Djibutiense.
A Ethio-Djibouti Railways Enterprise foi estabelecida em 1981 como a sucessora da Ferrovia Franco-Etíope, e era de propriedade conjunta dos governos da Etiópia e do Djibuti.
A empresa estava sediada em Adis Abeba; os ministros do Ministério de Equipamentos e Transporte do Djibuti e o Ministério de Transporte e Comunicações da Etiópia foram o presidente e vice-presidente da empresa. Em 2010, a empresa deixou as operações com a saída do Djibuti, a parte etíope foi assumida pelo governo etíope.
A Ethio-Djibouti Railways Enterprise formalmente deixou de existir no final do ano de 2016, como a concessão originalmente emitida em 1894 pelo imperador Menelik II da Etiópia não foi renovada. Todas as propriedades da empresa voltaram para a propriedade do estado etíope. A concessão concedida em 1894 entrou em vigor por 99 anos após a abertura oficial da linha férrea no ano de 1917, quatro anos após a morte do imperador.